# Reigandō

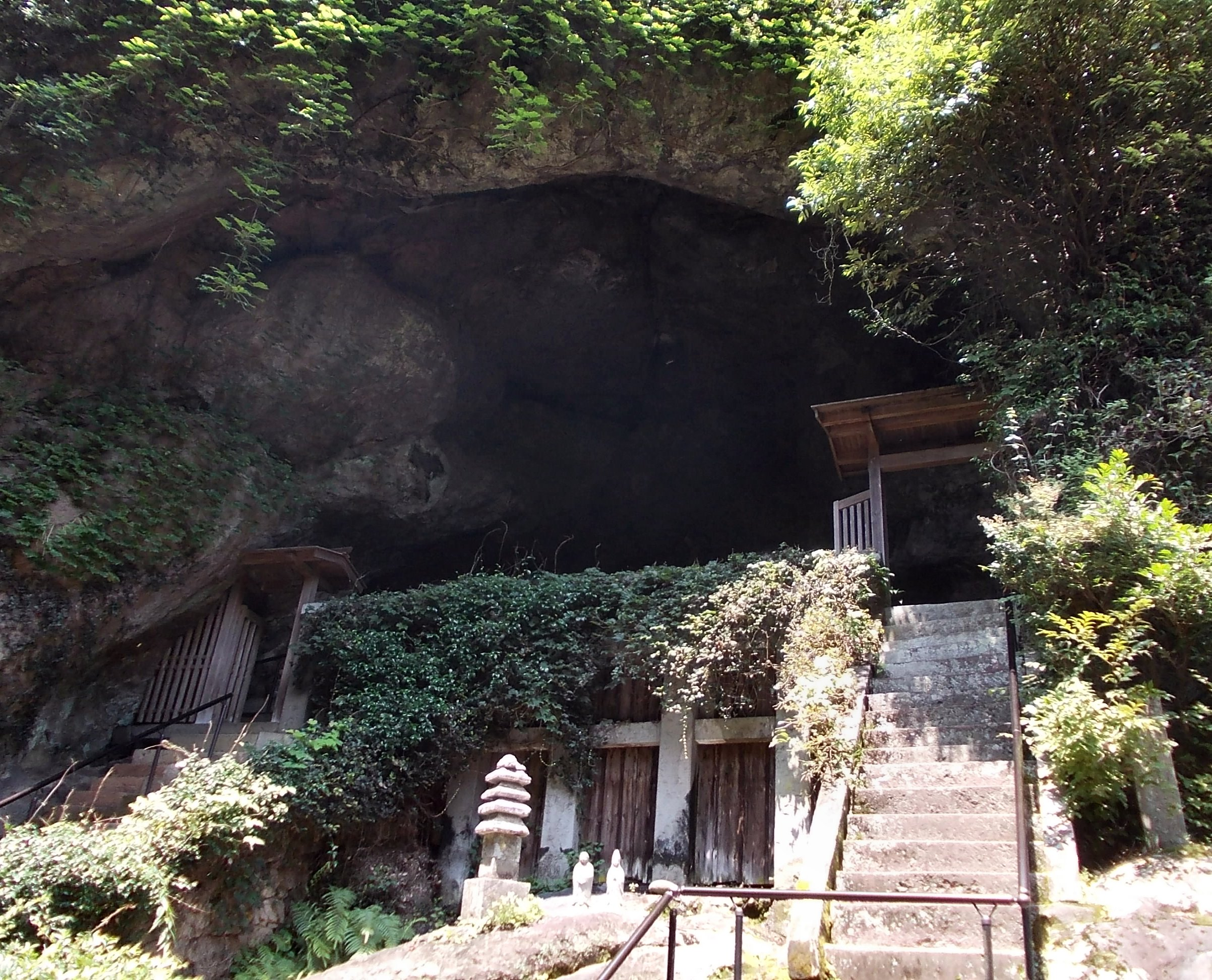
Die „Geisterfelsenhöhle“ Reigandō

Reigandō (jap. 霊巌洞, dt. „Geisterfelsenhöhle“) ist eine Höhle auf dem Gelände des buddhistischen Tempels Unganzen-ji (雲巌禅寺) in Kumamoto, Japan.
Bekannt ist sie dafür, dass der Samurai Miyamoto Musashi, als Schöpfer des „Zwei-Schwerter-Stils“ Niten Ichiryū,  die letzten Wochen vor seinem Tod dort verbrachte. In jener Höhle schrieb er das Gorin no Sho (Das Buch der Fünf Ringe), welches er am 12. Mai 1645 an seinen Schüler Terao Magonojō weitergab.  Am 13. Juni 1645 starb Miyamoto Musashi in der Höhle Reigandō.